# Gran Meteor
Gran Meteor, también llamado el Meseta submarina de Gran Meteor, es un guyot que forma el monte submarino más grande del océano Atlántico Norte con un volumen de 24 000 km³. Forma parte de los Montes Submarinos Seewarte, situado sobre una llanura abisal en mitad del océano, al sur de la Altiplanicie de las Azores y al oeste de Canarias. La corteza terrestre subyacente a Gran Meteor tiene una edad de 85 millones de años, deducidos de la anomalía magnética 34 (An34) en esta ubicación.
La cumbre superficial y llana del Gran Meteor, variando entre los 150 y los 300 metros bajo el nivel del mar, sugiere que pudo haber emergido en algún momento antiguamente. Está cubierto por una gruesa capa de 150 a 600 metros compuesta de caliza, rocas piroclásticas y areniscas bioclásticas. Algunos basaltos obtenidos de la parte superior de los flancos este y sureste del monte submarino han sido datados en 10,7 y 16,3 millones de años, respectivamente. La muestra más antigua ha sido datada en 17 millones de años.
Existen dos pequeños montes submarinos justo al suroeste de Gran Meteor y están rodeados por la línea batimétrica de -3.800 m. Estos son el monte submarino Closs, con una orientación aproximada NNE-SSW, con su pico a 1400 metros de profundidad y cubriendo un área de aproximadamente 390 km², y el monte submarino Pequeño Meteor, ubicado al NNE de Closs, con más de 960 km² y una superficie llana a 400 metros por debajo del nivel del mar.
El buque de investigación alemán Meteor descubrió el monte submarino entre 1925 y 1927. Se le dio el nombre de Banco Gran Meteor, una designación que todavía se usa en el nomenclátor oficial de la Carta Batimétrica General de los Océanos.

## Formación
El punto caliente de Nueva Inglaterra formó las Montañas Blancas hace 124 a 100 millones de años cuando el continente norteamericano fue elevado del mar. Cuando el continente fue a la deriva hacia el oeste, el punto caliente fue desplazado gradualmente. Más al sur, este punto caliente formó el monte submarino Oso, el más antiguo en la cordillera submarina, aproximadamente hace 100 a 103 millones de años. A lo largo de millones de años, se siguieron creando el resto de montes submarinos, finalmente culminando en el Monte Nashville aproximadamente hace 83 millones de años. Cuando el océano Atlántico continuó su extensión, el punto caliente finalmente llegó donde está hoy en día, formando el Monte Gran Meteor donde se encuentra hoy. La Datación Radiométrica de basalto del Gran Meteor ha obtenido el dato de edad de este monte entre 11 y 16 millones de años, habiéndose formado el cono volcánico submarino posiblemente hace 22 millones de años.

## Ecología
La condición ecológica única del Monte Gran Meteor queda en evidencia a través de ciertas especies de copépodos y nematodos endémicos que se han registrado aquí.